# Paul Abadie
Paul Abadie (n. 9 noiembrie 1812, Paris, Franța – d. 2 august 1884, Chatou, Île-de-France, Franța) a fost un arhitect francez.

## Biografie
Paul Abadie și-a început studiile la Angoulême și Bordeaux. Tatăl său a lucrat la mai multe clădiri din Angoulême, oraș în care s-a stabilit în 1818. Printre realizările sale se numără Palatul de Justiție, sediul prefecturii, biserica Saint-Jacques-de-l'Houmeau, liceul Guez de Balzac și spitalul Hôtel-Dieu din acest oraș.
A urmat cursurile École des beaux-arts între 1835 și 1838, sub îndrumarea arhitectului Achille Leclère și a pictorului Jean Alaux.

## Ucenicie
În 1840, Paul Abadie a fost numit funcționar stagiar în cadrul lucrărilor de construcție ale Palatului Arhivelor (agenția Arhivelor Regatului), sub conducerea lui Édouard Dubois și Charles Lelong. Ulterior, a devenit auditor în cadrul Consiliului pentru clădirile civile, funcție pe care a deținut-o până în 1845. Atașat Comisiei monumentelor istorice, a participat la redescoperirea patrimoniului medieval, în special prin turneele de documentare pe care le-a realizat începând cu anul 1844. Numit prim inspector al clădirii Camerei Deputaților, a demisionat imediat pentru a se alătura agenției de lucrări de restaurare a catedralei Notre-Dame din Paris, ca al doilea inspector, sub conducerea lui Viollet-le-Duc și Lassus, în 1845.

## Arhitect diecezan
În 1849, Paul Abadie a fost numit auditor în cadrul Comisiei pentru artele și edificiile religioase și devine arhitect diecezan pentru diecezele Périgueux, Angoulême și Cahors. I se datorează numeroase lucrări de restaurare, printre care mai multe biserici romanice din Charente, precum cele din Châteauneuf-sur-Charente și Montmoreau-Saint-Cybard. De asemenea, a restaurat castelul Ducru-Beaucaillou, catedrala Saint-Pierre din Angoulême, catedrala Saint-Front din Périgueux și biserica abațială din Bénévent-l'Abbaye.
Prefectul departamentului Charente l-a propus pentru decorarea cu Crucea Legiunii de Onoare, însă Ministerul Cultelor s-a opus. Direcția cultelor scria despre el:
„Din punctul de vedere al serviciului, numirea domnului Abadie ar fi dezastruoasă. Dacă am avea trei sau patru arhitecți ca el, ar trebui să închidem porțile. Depășește toate creditele, apasă pe bugetul nostru diecezan și parohial. Astfel, în 1854, domnul Abadie a cheltuit la Angoulême 82.000 de franci în loc de 35.000. La Périgueux, a depășit creditul cu 12.000 de franci. Ne costă scump și prin cheltuielile de deplasare: 4.630 de franci pentru 1853 și 1854. Cred că îi dă bătăi de cap domnului Magne și celor doi episcopi ai săi. De ce nu solicită sprijinul Ministerului de Stat? În rest, este un om capabil și onest, dar ne provoacă mari încurcături, stârnind dorințe în dieceze și depășind creditele.”
În 1862, Paul Abadie a fost numit arhitect diecezan al catedralei Saint-André din Bordeaux. Anterior restaurase în același oraș clopotnița bazilicii Saint-Michel (1857–1869) și fațada bisericii Sainte-Croix (1859–1865). În 1869 a fost numit consilier pentru clădirile civile și devine ofițer al Legiunii de Onoare, la propunerea ministrului Casei Împăratului, la 14 august 1869. În anul 1871 a devenit membru al Comisiei Monumentelor Istorice.
În 1872 a fost numit inspector general al edificiilor diecezane, iar pe 7 iulie 1874 a fost numit arhitect diecezan al Parisului, înlocuindu-l pe Viollet-le-Duc, care demisionase. La 9 iunie 1880 a demisionat din postul său de la Angoulême, iar la 26 ianuarie 1881 a devenit arhitect diecezan de Bordeaux, în locul lui Labbé. A participat la restaurarea bazilicii Saint-Sernin din Toulouse, proiectată de Viollet-le-Duc, însă fără a acorda suficientă atenție calității tehnice a lucrărilor, ceea ce a dus ulterior, spre sfârșitul secolului al XX-lea, la o campanie de restituire a aspectului istoric pierdut.

## Arhitect al bazilicii Sacré-Cœur din Paris

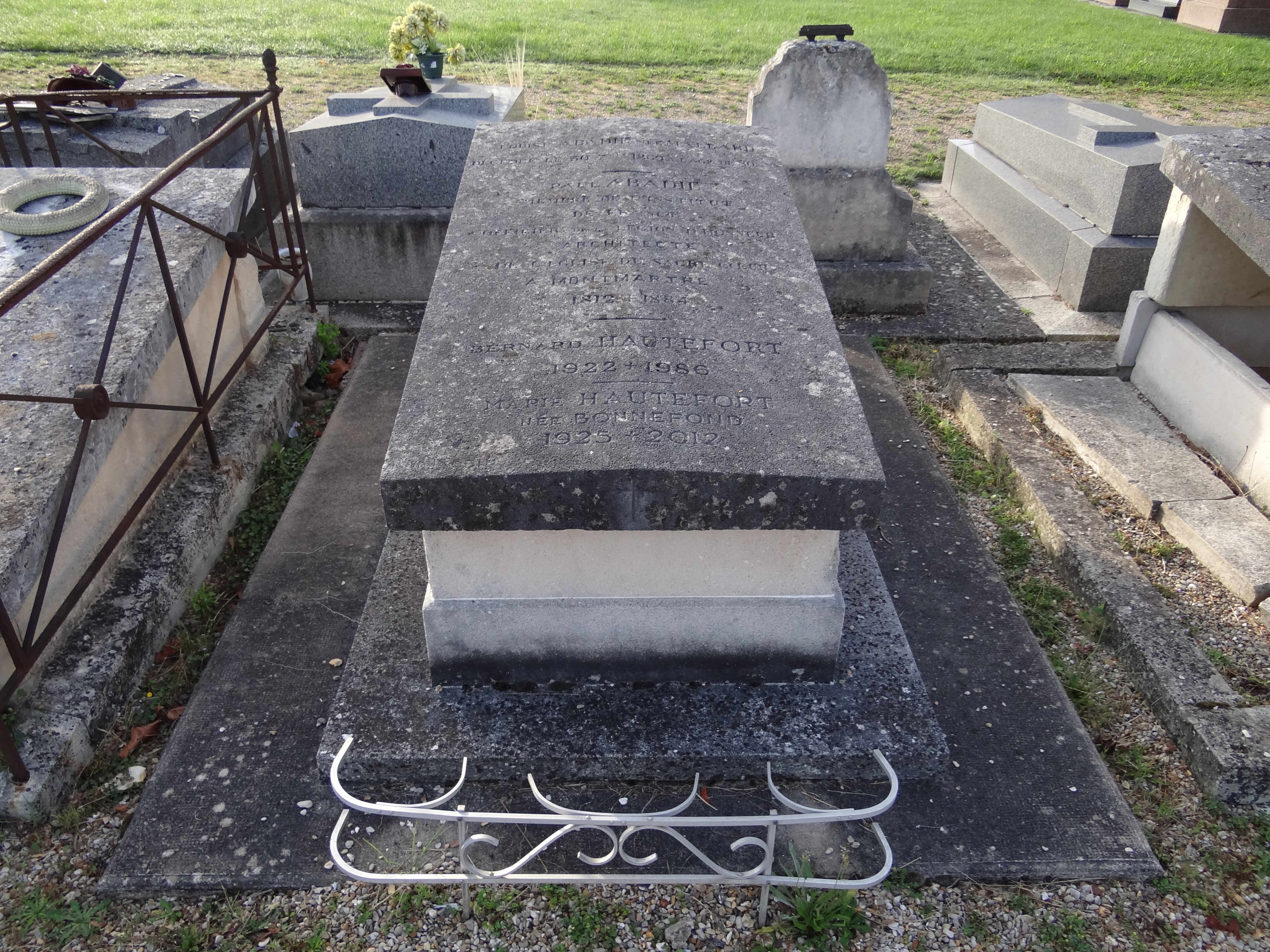
Mormântul lui Paul Abadie din cimitirul Landes din Chatou (Yvelines)

Paul Abadie a câștigat concursul pentru un proiect de bazilică situată pe colina Montmartre, care domină întreaga capitală. În anul 1873, cardinalul Joseph Hippolyte Guibert l-a ales dintre douăsprezece proiecte. În 1875 a fost ales membru al Academiei de Arte Frumoase.
Abadie s-a inspirat din catedrala Saint-Front din Périgueux și din bazilica San Marco din Veneția când a realizat planurile bazilicii Sacré-Cœur de pe Montmartre. Lucrările au început în 1875 și s-au încheiat în 1914, însă Paul Abadie a murit în 1884. Planul său a fost modificat parțial de arhitecții care i-au urmat.

## Lucrări

### Construcții

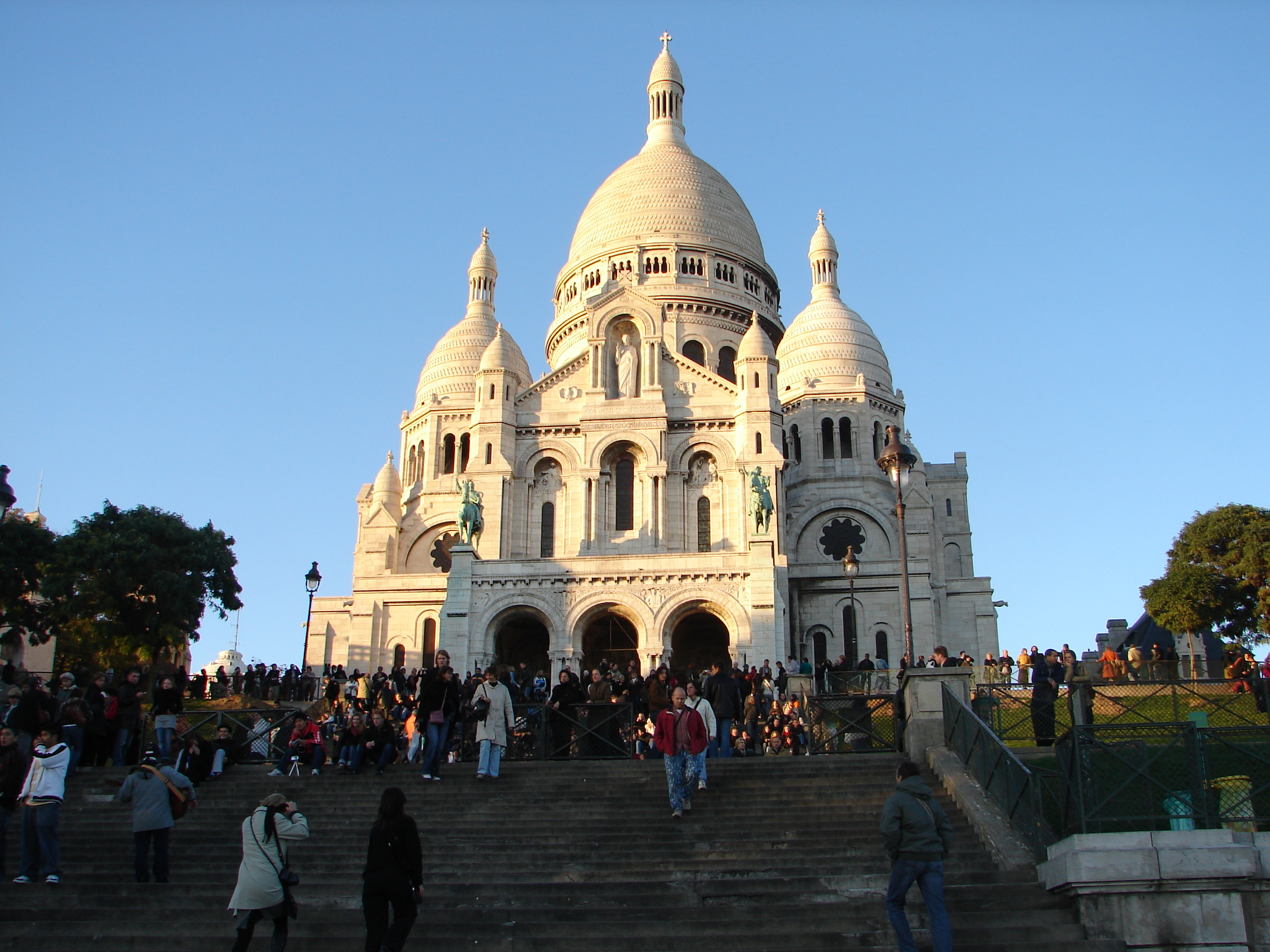
Bazilica Sacré-Cœur din Paris

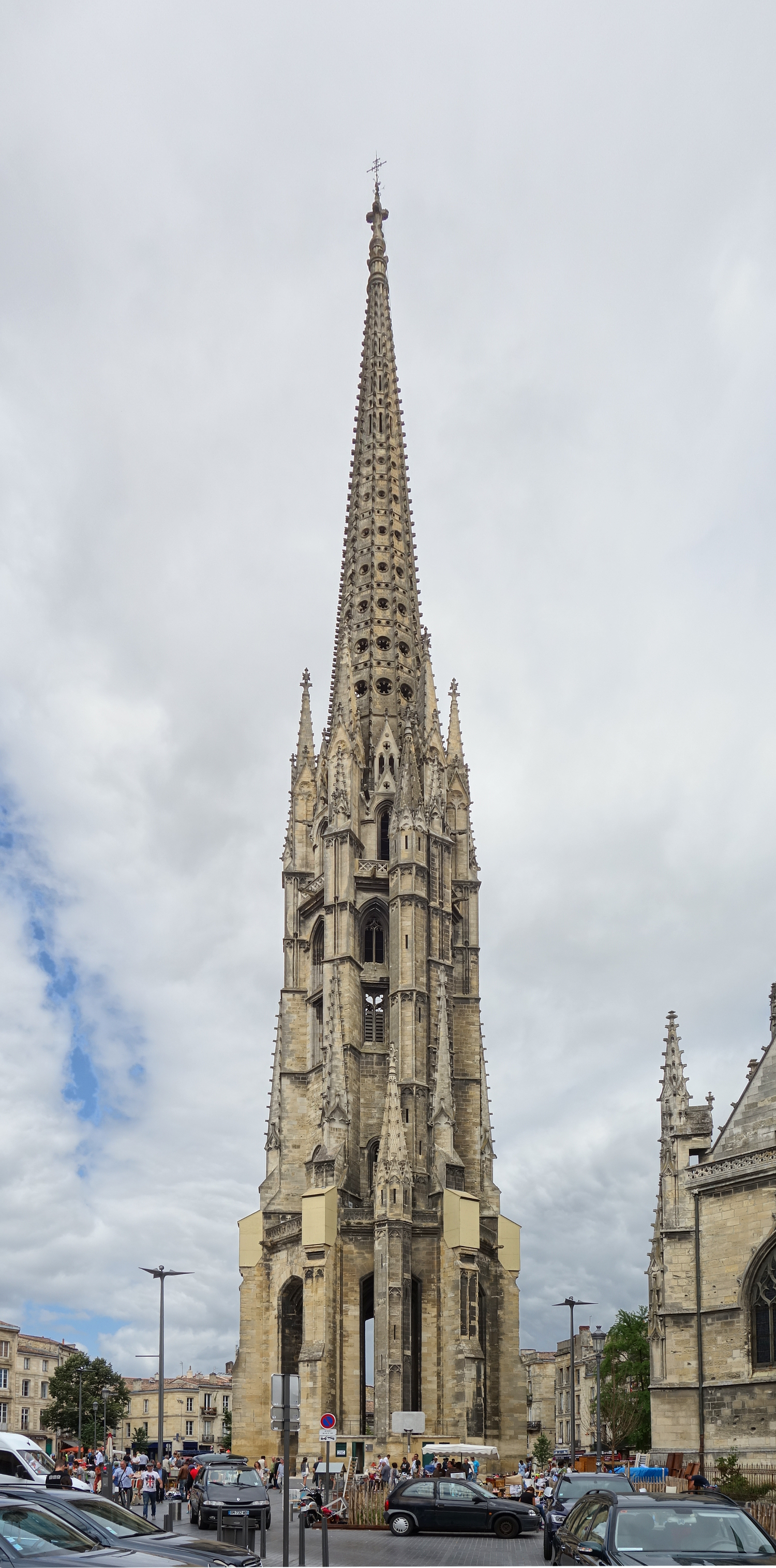
Clopotnița bazilicii Saint-Michel din Bordeaux

- Bazilica Sacré-Cœur de Montmartre (1875–1923) – planul inițial, inspirat de catedrala Saint-Front din Périgueux
- Primăria din Angoulême (1858–1869)
- Biserica Saint-Ferdinand din Bordeaux (1862–1867)
- Biserica Sainte-Marie de la Bastide din Bordeaux (1864–1887)[6]
- Biserica Notre-Dame[19] din Bergerac
- Biserica neoromanică Saint-Georges din Mussidan
- Liceul Guez-de-Balzac din Angoulême (început de tatăl său)

### Restaurări
- Catedrala Notre-Dame din Paris (sub conducerea lui Viollet-le-Duc)
- Biserica abațială Sainte-Croix[15] din Bordeaux
- Turla bisericii Saint-Michel[14] din Bordeaux[20]
- Sacristia catedralei Saint-André[21] din Bordeaux
- Catedrala Saint-Front[13] din Périgueux
- Biserica Saint-Georges din Périgueux
- Abația Saint-Pierre[22] din Brantôme
- Catedrala Saint-Pierre[12] din Angoulême
- Catedrala Saint-Étienne[23] din Cahors
- Biserica Saint-Léger[24] din Cognac
- Biserica Moustier din Saint-Yrieix-la-Perche
- Biserica Notre-Dame[25] din Chatou (restaurarea navei și adăugarea turlei clopotniței în 1872)
- Biserica Saint-Barthélémy[26] din Bénévent-l'Abbaye

### Altele
- Mormântul lui Jean-Louis Guez de Balzac, Angoulême (Hôtel-Dieu, capelă)